# Dior Fall Sow
Elisabeth Dior Fall Sow, född 1968, är en senegalesisk jurist och forskare inom juridik. Hon var den första kvinnliga åklagaren i Senegal, en post som hon utnämndes till i Saint-Louis 1976 då hon blev åklagare vid den senegalesiska domstolens första instans. Hon är hederspresident vid Föreningen för kvinnliga jurister.

## Biografi
1976 utnämndes Dior Fall Sow till åklagare i Saint-Louis, vilket gjorde henne till Senegals första kvinnliga åklagare. Hon har varit nationell chef för utbildningstillsyn och socialt skydd, chef för rättsliga frågor vid Sonatel-Orange, juridisk rådgivare för Internationella brottmålsdomstolen för Rwanda, huvudadvokat vid domstolen för överklaganden vid Rwandas brottmålsdomstol och konsult för Internationella brottmålsdomstolen.
Efter att ha gjort en UNICEF-finansierad studie för att harmonisera senegalesisk lag i enlighet med FN:s konventioner ledde Dior Fall Sow ett team som utarbetade Senegals lag från 1999 som förbjöd kvinnlig könsstympning.
Från 2001 till 2005 var hon medlem i den afrikanska expertkommittén för barns rättigheter och välfärd.
2015 blev hon hedersordförande för Nätverket av journalister inom genus och mänskliga rättigheter. Hon gick i pension 2017.

## Verk
- "The Rights of Children in the African Judicial System'", i E. Verhellen (red. ), Understanding Children's Rights, University of Gent, 1996.